# الخطوط الجوية الفرنسية الرحلة 358
الخطوط الجوية الفرنسية الرحلة 358. كانت رحلة للسافرين من مطار باريس شارل ديغول (محطة 2F) الذي كان من المقرر أن محطة 3 في مطار بيرسون الدولي في تورونتو، أونتاريو، كندا. في 2 أغسطس 2005 بقيادة الكابتن ألان روساي البالغ من العمر 57 عاما والمساعد أول فريديريك نود البالغ من العمر 43 عاما، إيرباص إيه 340، رقم الطائرة (F-GLZQ)، اشتعلت نار بعد بضع دقائق من خروجها من المدرج (06R-24L) بحوالي 200 م، محاولة الهبوط في مطار تورونتو بيرسون الدولي على الساعة 02-16 (بالتوقيت المحلي) و حالة الجو كانت مضطربة جدا، الطائرة كانت تقل 297 راكبا و 12 من أفراد الطاقم نجوا جميعا، ولم يصابوا بأي إصابة خطيرة (باستثناء السائق).
وقع الحادث في يوم الذكرى السنوية العشرين لحادث الرحلة 191 (خطوط دلتا الجوية) في مطار دالاس فورت ورث الدولي، في تكساس، الذي كان يحدث بسبب عاصفة رعدية.

## روابط خارجية
- Aviation Safety Network page
- Transportation Safety Board of Canada[الإنجليزية]
  - Final Report HTML, PDF (Archive)
  - (بالفرنسية) Final Report HTML, PDF (Archive)
- مكتب التحقيق والتحليل لسلامة الطيران المدني
  - "Accident in Toronto."
  - "Accident to an Airbus A340 in Toronto on 2 August 2005." (Archive)
- Transport Safety Board chronology of events
- Transport Safety Board photos
- CBS News Special Report – Air France Flight crashes in Toronto, Canada. (Video)
- Weather satellite imagery with QuickTime animation
- Media madness from Toronto: God, lightning and the quasi-crash of Air France flight 358.